# البرول
بلدية البرولْيْ (بالكاتالانية: el Brull) هي إحدى بلديات مقاطعة برشلونة, والتي تقع في منطقة كاتالونيا، شرق إسبانيا.
يبلغ عدد سكانها 227 نسمة وفقاً لإحصائية سنة (2007).